# Hybolasius viridescens
Hybolasius viridescens är en skalbaggsart som beskrevs av Bates 1874. Hybolasius viridescens ingår i släktet Hybolasius och familjen långhorningar. Inga underarter finns listade i Catalogue of Life.